# Richard Brooker
Richard Brooker, född 20 november 1954 i Münster, Tyskland, död 8 april 2013, var en brittisk stuntman och skådespelare. Han är troligen mest känd för att ha spelat Jason Voorhees i skräckfilmen Fredagen den 13:e del 3 - Alla fasors blodiga dygn. Därefter medverkade han i ytterligare några filmer, bland annat Deathstalker. Han dog i hjärtinfarkt.